# Elección al Senado de los Estados Unidos en Míchigan de 2024
La elección del Senado de los Estados Unidos de 2024 en Míchigan se llevaron a cabo el 5 de noviembre de 2024 para elegir a un miembro de Clase I del Senado de los Estados Unidos para representar al estado de Míchigan. Se llevará a cabo al mismo tiempo que las elecciones presidenciales, otras elecciones al Senado, otras elecciones a la Cámara de Representantes y varias elecciones estatales y locales.
La senadora demócrata titular Debbie Stabenow fue reelegida con el 52,3% de los votos en 2018. El 5 de enero de 2023, Stabenow anunció que no buscaría la reelección para un quinto mandato. Esta será la primera carrera abierta para este escaño desde 1994, Elissa Slotkin ganaría estas elecciones con un 48.60%, con un 0.30% de votos más que Mike Rogers.